# Герб Николаевки (Приморский край)
Герб посёлка Николаевка Партизанского муниципального района Приморского края Российской Федерации. Посёлок Николаевка входит в состав Новицкого сельского поселения.
Герб утверждён решением № 2 исполкома Новицкого сельского Совета народных депутатов Партизанского района Приморского края 24 января 1991 года.
В Государственный геральдический регистр Российской Федерации не внесён.

## Описание герба
«В треугольной главе щита в синем поле золотой якорь. Центральной фигурой герба является опрокинутое голубое острие, обремененное пятиконечной красной звездой с серпом и молотом и цифрами „1883“. Окантовка звезды, серп и молот, а также цифры выполнены золотом. Острие ограничено двумя серебряными лучами, исходящими из середины основания щита. Во второй и третьей частях щита в чёрном поле по одной стилизованной крепостной трёхзубцовой серебряной башне с частью стены».

## Описание символики
Красная пятиконечная звезда — эмблема армии рабочих и крестьян — символизирует Николаевку как крупный военный гарнизон.
Цифры «1883» говорят о начале заселения данной местности переселенцами из Николаевска-на-Амуре, в честь их и названо село.
Два белых расходящихся луча — стилизованное изображение инверсионного следа самолета — напоминает нам о том, что в 1936 году здесь впервые произвел посадку на самолете Пе-2 тогда неизвестный дважды Герой Советского Союза Коккинаки Владимир Константинович, заслуженный летчик-испытатель СССР, который забил символический колышек и сказал: «здесь будет опытный аэродром».
Стилизованные древние башни рассказывают о том, что здесь был один из 125 уездов государства Бохай (698—926 гг.), находилось стойбище земледельцев и рыболовов в эпоху средневековья (племен маньзуам).
Золотой якорь в синем поле треугольной главы щита — символ принадлежности села к Приморскому краю.
Голубой цвет символизирует воздух, небо.
Белый цвет знаменует собой совершенство, безупречность, святость, чистоту, мудрость, радость.
Чёрный цвет символизирует постоянство, скромность, мир, плодородную землю".
Автор герба — Александр Николаевич Юрасов.
При изготовлении сувенирного значка с изображением герба Николаевки голубое острие в гербе посёлка было заменено на красный цвет.